# Siamang
Siamang (Symphalangus syndactylus) este un gibon arboricol, cu blană neagră, originar din pădurile din Indonezia, Malaysia, și Thailanda. Cel mai mare dintre giboni, siamangul poate fi de două ori mai mare decât alți giboni, ajungând la 1 m în înălțime și cântărind până la 14 kg. Este singura specie din genul Symphalangus. Fosilele de siamang datează din Pleistocenul mijlociu.
Două trăsături disting siamangul de alți giboni. În primul rând, două degete de pe fiecare picior - al doilea și al treilea - sunt parțial unite printr-o membrană, de unde și numele specific syndactylus, din greaca veche σύν, sun-, „cu” + δάκτυλος, daktulos, „deget”. În al doilea rând, un sac de piele, întâlnit atât la masculi, cât și la femelele din specie, poate fi umflat, permițându-i acestuia să scoată strigăte rezonante.
Două subspecii ale siamangului sunt siamangul de Sumatra (S. s. syndactylus) și siamangul malaysian (S. s. continentis, în peninsula Malaeză). Siamangul apare în mod simpatric cu alți giboni; arealul său se află în întregime în arealul combinat al gibonului agil⁠(d) și gibonului cu mâini albe.
Siamangul poate trăi până la aproximativ 40 de ani în captivitate.
În timp ce comerțul ilegal cu animale de companie afectează populațiile sălbatice, principala amenințare pentru siamang este pierderea habitatului atât în Indonezia, cât și în Malaysia. Industria producției de ulei de palmier defrișează zone mari de pădure, reducând habitatul siamangului, împreună cu cel ale altor specii, cum ar fi tigrul de Sumatra.

## Descriere

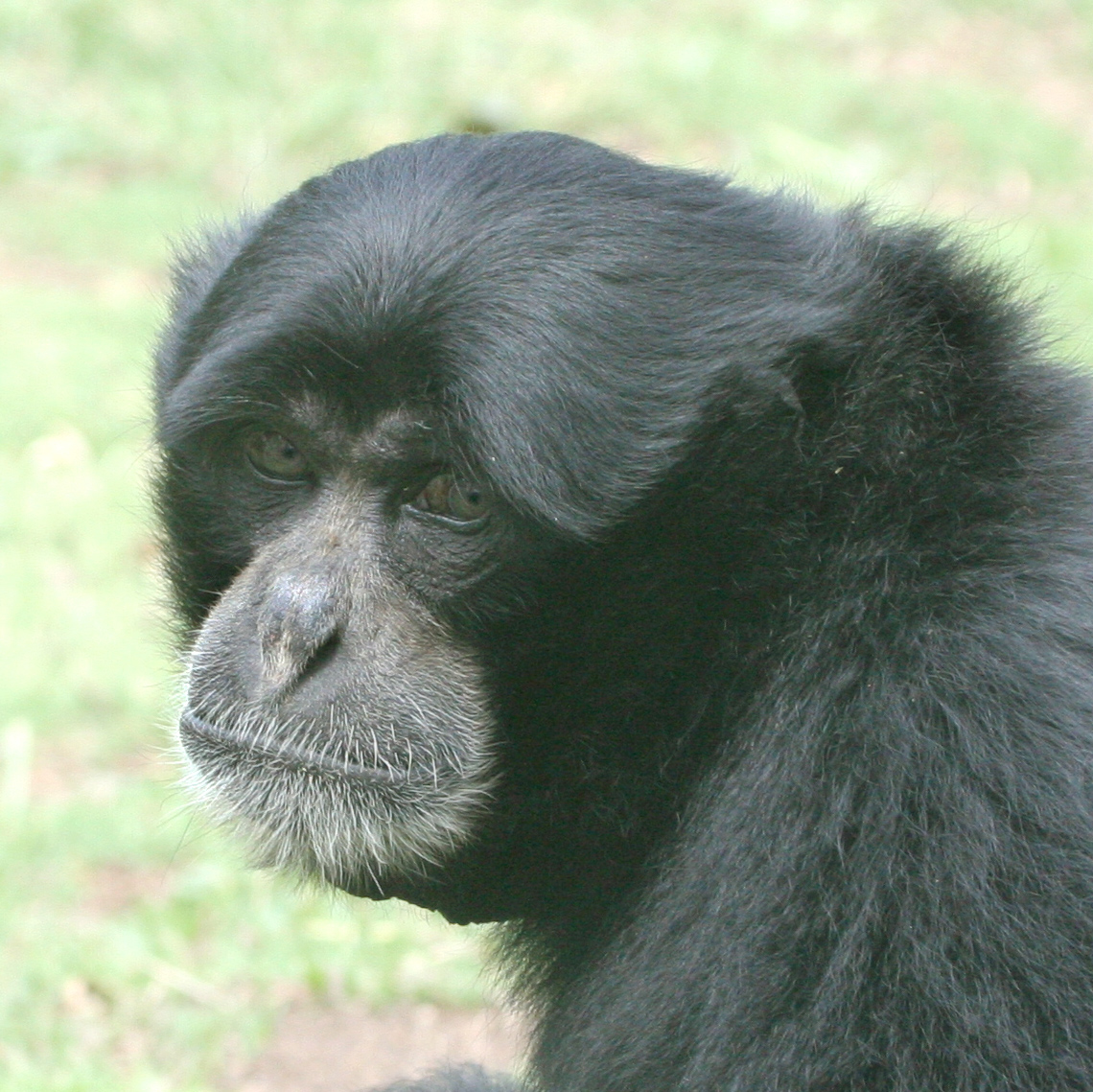
Un prim-plan al capului unui bărbat adult

Siamangul are părul lung, dens, de cea mai întunecată nuanță dintre toți gibonii. Brațele sunt mai lungi decât picioarele sale. Lungimea medie a unui siamang este de 90 cm; cel mai mare crescut vreodată avea 150 cm. Fața acestui gibon este în mare parte fără păr, în afară de o mustață subțire.

## Distribuție și habitat
Siamangul locuiește în resturile de pădure ale insulei Sumatra și din Peninsula Malaeză și este larg distribuit, de la pădure de câmpie la pădure de munte - chiar și pădure tropicală - și poate fi găsit la altitudini de până la 3800 m. Trăiește în grupuri de până la șase indivizi (în medie patru indivizi) cu o suprafață medie a habitatului de 23 de hectare. Intervalele lor zilnice sunt substanțial mai mici decât cele ale speciilor simpatrice Hylobates, adesea mai mici de 1 km. Cântarea siamangului rupe liniștea pădurii dimineața devreme, după chemarea gibonilor ageri sau a gibonilor cu mâini albe. Siamangii din Sumatra și Peninsula Malacca sunt similari ca aspect, dar unele comportamente diferă între cele două populații.

## Ecologie și comportament
Siamangii au o relație cu două tipuri de giboni care împart același habitat. Acestea includ gibonul agil și gibonul cu mâini albe. Ambii giboni care trăiesc alături de siamang fac parte din genul Hylobates, nu Symphalangus. Când doi siamangi se întâlnesc, ei au adesea o legătură unul cu celălalt. Ei pot comunica, de asemenea, folosind pungile de sub gât și strigătele lor pentru a comunica atunci când sunt entuziasmați, relaxați, încearcă să se împerecheze sau se simt amenințați. Dacă siamangii folosesc sunete puternice, ei folosesc și limbajul corpului pentru a comunica. Ei ar putea folosi limbajul semnelor sau să arate unul spre celălalt, arătând ceea ce au nevoie sau ceea ce vor să facă.

### Hrană
Siamangul mănâncă în principal diferite părți ale plantelor. Siamangul din Sumatra este mai frugivor decât ruda sa din Malaysia, fructele constituind până la 60% din dieta sa. Siamangul mănâncă cel puțin 160 de specii de plante, de la plante cățărătoare la plante lemnoase. Sursa sa principală de hrană sunt smochinele. Siamangul preferă să mănânce fructe coapte mai degrabă decât fructe necoapte și frunze tinere decât bătrâne. Mănâncă flori și unele animale, mai ales insecte. Când siamangul mănâncă flori mari, mănâncă doar corolele (petalele), dar mănâncă toate părțile florilor mai mici, cu fructele mici adunate în mână înainte de a fi consumate. Când mănâncă semințe mari și tari sau semințe cu margini ascuțite, decojește pulpa fructului și aruncă sămânța. Deși dieta sa constă din fructe într-o cantitate substanțială, consumă cele mai multe frunze dintre toți membrii familiei Hylobatidae. Deoarece este și cel mai mare gibon, se potrivește bine cu tendința generală de alimentație a primatelor, în care primatele mai mari tind să consume mai multe frunze.

### Demografie și populație
Un grup de siamang este în mod normal format dintr-un mascul adult dominant, o femelă adultă dominantă, cu descendenți, pui și uneori un subadult. Subadultul părăsește de obicei grupul după împlinirea vârstei de 6-8 ani; femelele subadulte tind să părăsească grupul mai devreme decât masculii subadulți. Perioada de gestație a  siamangului este între 6,2 și 7,9 luni; după nașterea puiului, mama are grijă de acesta în primul an de viață. Masculii siamang tind să ofere mai multă îngrijire paternă decât alți membri ai familiei Hylobatidae, asumând un rol major în purtarea unui copil după vârsta de aproximativ 8 luni. Copilul se întoarce de obicei la mama sa pentru a dormi și a fi alăptat. Copilul începe să călătorească independent de părinți până la al treilea an de viață.
Perturbarea habitatului afectează compoziția grupurilor de siamangi; există variații în structura vârstă-sex din păduri intacte și păduri arse refăcute. Populația din pădurile arse și apoi refăcute conține mai mulți adulți și subadulți decât populația din păduri intacte, care avea mai mulți sugari, pui mici și pui mari. Ratele de supraviețuire ale sugarilor în grupurile din păduri arse și refăcute sunt mai mici decât în grupurile din păduri intacte. Numărul de indivizi din grupurile din pădurile intacte este mai mare decât cel din grupurile care trăiesc în păduri arse și recrescute. Siamangii din pădurile perturbate trăiesc în grupuri mici și au o densitate mai mică decât în pădurile intacte din cauza lipsei de resurse alimentare și a copacilor pentru a trăi.
În anii 1980, populația indoneziană de siamangi în sălbăticie era estimată la 360.000 de indivizi. Această cifră poate fi mai mică la momentul actual: Parcul Național Bukit Barisan Selatan este a treia zonă protejată ca mărime (3.568 km 2 ) în Sumatra, din care aproximativ 2.570 km 2 rămân sub acoperire forestieră locuită de 22.390 siamangi (la recensămintele din 2002). În Sumatra, siamang-ul preferă să locuiască în pădurile de câmpie între 500 și 1000 m deasupra nivelului mării.

### Comportament
Siamangul tinde să se odihnească mai mult de jumătate din perioada când este treaz, din zori până la amurg, urmată de hrănire, deplasare și activități sociale. Se odihnește în timpul prânzului, petrecând timp pentru a-i îngriji pe alții sau pentru a se juca. În timpul odihnei, folosește de obicei o ramură a unui copac mare, stând întins pe spate sau pe burtă. Hrănire și deplasarea sunt cel mai adesea dimineața și după odihnă. Îngrijirea este una dintre cele mai importante interacțiuni sociale între membrii familiei. Îngrijirea are loc între adulți mai devreme în timpul zilei; adulții îngrijesc tinerii mai târziu în cursul zilei. Bărbații adulți sunt cei mai implicați în îngrijire.

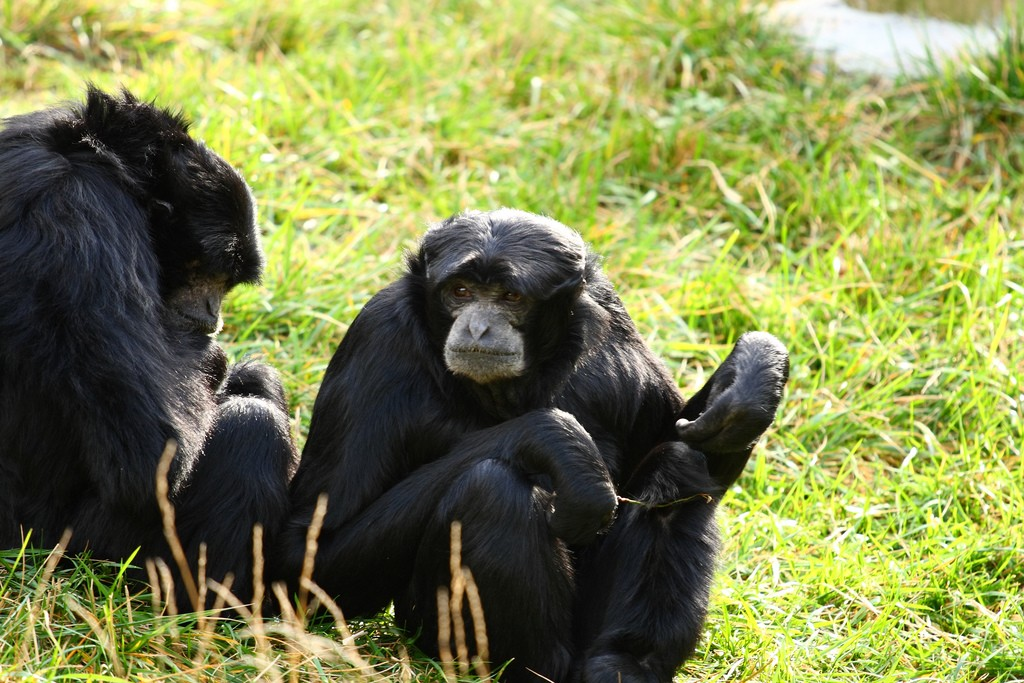
Un grup de siamangi în repaus în Sumatra, Indonezia - siamangii se odihnesc până la 50% din timpul pe care îl petrec treji.

În sezonul uscat, dimensiunea teritoriului zilnic al siamangului este mai mare decât în sezonul ploios. Siamangii din sudul Sumatrei petrec mai puțin timp căutând hrană decât siamangii din alte zone, deoarece au o dietă mai bogată în fructe, consumând astfel mai mulți nutrienți. Un siamang poate petrece o zi întreagă într-un singur pom roditor, plecând atunci când vrea să se odihnească și revenind să se hrănească.
Siamangii sunt o specie foarte socială de primate și prezintă o varietate de gesturi tactile și vizuale, împreună cu acțiuni și expresii faciale pentru a comunica și a crește legăturile sociale în cadrul grupului lor familial. De asemenea, sunt teritoriali și interacționează cu alte grupuri prin apeluri puternice pentru a le informa unde se află teritoriul lor. Apelurile pot fi asincrone, atunci când nu sunt direcționate către un anumit grup învecinat, sau apelurile de grup simultane pot avea loc peste granița teritoriului. Se știe că bărbații se urmăresc unii pe alții peste graniță.

### Rolul strigărilor

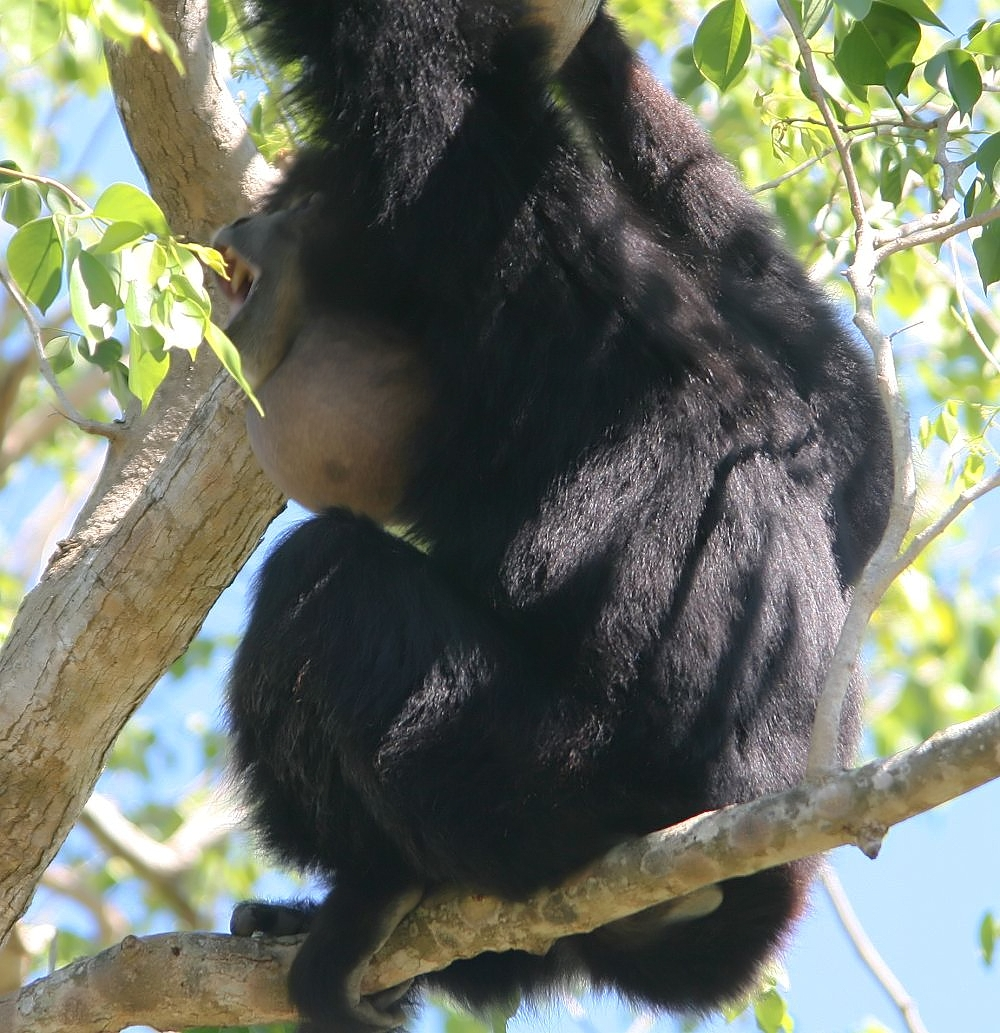
Un siamang care strigă. Se poate observa sacul gâtului umflat

Siamangul își începe ziua strigând dimineața devreme; face asta mai puțin după prânz, vârful acestora fiind în jurul orelor 9:00 - 10:00 am. Cele mai multe strigăte ale siamangului sunt direcționate către vecinii săi, mai degrabă decât către cei din teritoriul săi. Aceasta înseamnă că chemarea siamangului este un răspuns la tulburări și pentru a-și apăra teritoriul. Strigările dimineața târziu au loc de obicei când se întâlnește sau vede un alt grup de siamangi. Marginea teritoriului siamangului, care se poate suprapune cu un altul, este adesea locul în care se fac strigările. Strigătele-răspuns au loc ocazional în apropierea graniței sau în zona de suprapunere. Strigătele sunt mai numeroase atunci când fructele sunt mai abundente decât atunci când sunt mai puțin disponibile. Tremuratul crengilor, balansarea și mișcarea în jurul coroanelor copacilor însoțesc chemarea. Această mișcare ar putea fi pentru a arăta celorlalte grupuri unde se află.
Siamangii preferă să cheme din copacii vii, înalți și mari, eventual acolo unde un alt grup este ușor de văzut. În plus, astfel de copaci pot susține mișcările pe care le fac. Copacii pentru chemări sunt de obicei în apropierea copacilor de hrană, dar uneori strigă chiar din aceștia.
Perechile împerecheate produc strigăte puternice, bine modelate, care sunt denumite duet. Aceste strigări reclamă prezența și statutul unei perechi împerecheate. Perechile nou formate petrec mai mult timp cântând decât o pereche mai veche. Menționarea prezenței unei legături puternice este avantajoasă în apărarea teritorială. Duetul de siamangi diferă de cel al altor specii, deoarece are o structură vocală deosebit de complexă. Au fost documentate patru clase distincte de vocalizări: bubuituri, lătraturi și țipete bitonale și de alte feluri. Femelele produc de obicei lătraturi lungi, iar masculii produc, în general, țipete bitonale, dar se știe că ambele sexe produc toate clasele de vocalizări.

### Însămânțare
Ca animal frugivor, siamangul dispersează semințele prin defecare în timp ce călătorește pe teritoriul său. Siamangul poate transporta semințe în timp ce digeră și își poate face nevoile între 81.9 și 365.9 m distanță față de sursa semințelor, fapt care ajută regenerarea și succesiunea pădurii.

## Amenințări și conservare
Ca primată arboricolă a cărei supraviețuire depinde în mod absolut de pădure, siamangul se confruntă cu pierderea habitatului, braconaj și vânătoare.

### Pierderea habitatului

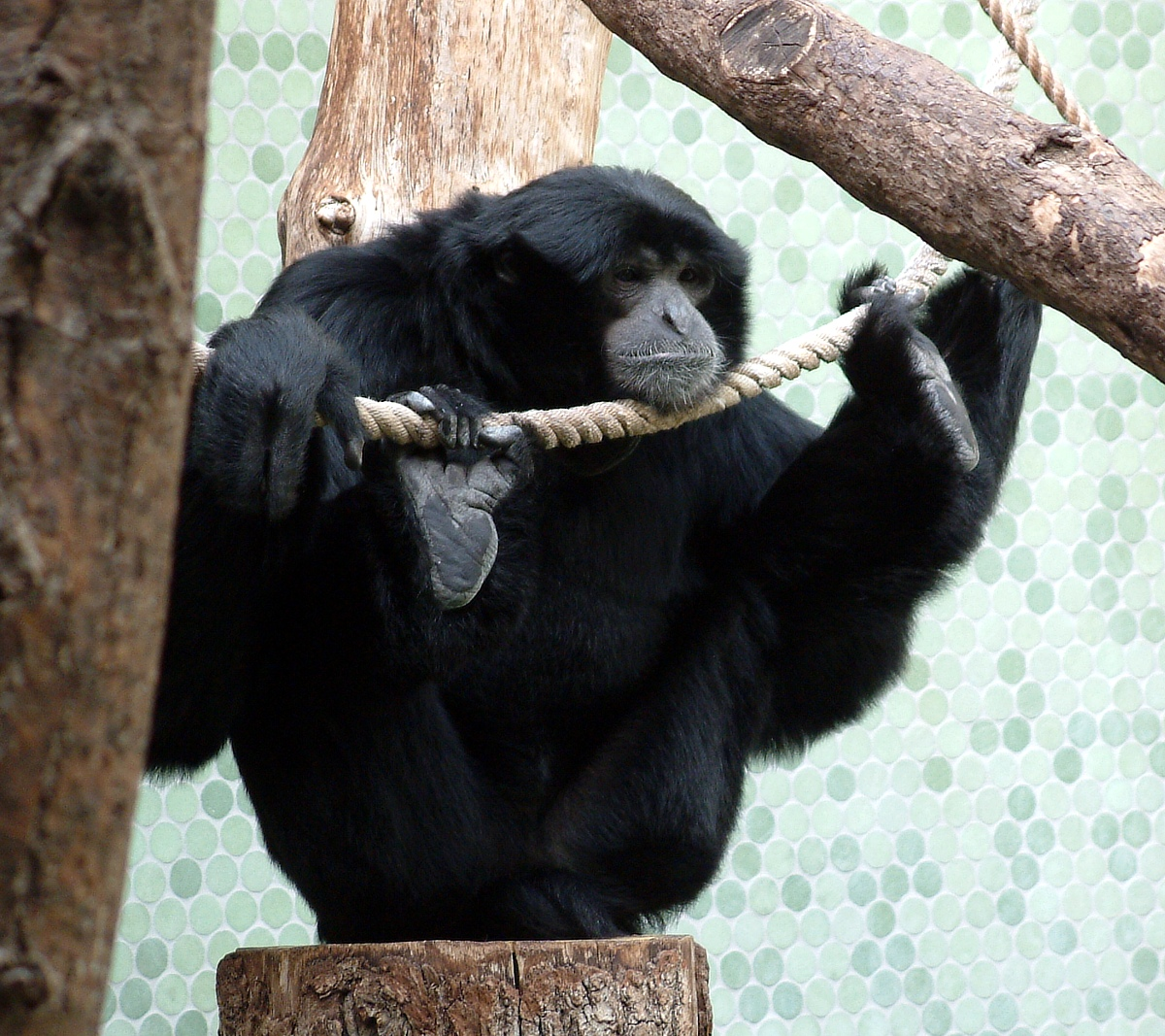
Un siamang la, München, Germania

O amenințare majoră pentru siamang este fragmentarea habitatului din cauza plantațiilor, incendiilor de pădure, exploatării forestiere ilegale, invadării și dezvoltării umane. În primul rând, plantațiile de ulei de palmier au îndepărtat suprafețe mari din habitatul siamangului în ultimele decenii. Din 2002, 107.000 km 2 de palmieri au fost plantați pentru ulei, înlocuind multe păduri tropicale din Indonezia și Malaysia, unde a trăit inițial siamangul. În al doilea rând, în al doilea deceniu al secolului XXI, pădurile din peninsula Malaeză au fost distruse din cauza tăierilor ilegale. Șaisprezece din cele 37 de rezerve forestiere permanente din Kelantan, în peninsula Malaeză, unde trăiesc majoritatea siamangilor, au fost invadate de tăietorii de lemn ilegali. În al treilea rând, deseori invadatorii pădurilor le schimbă în teren cultivat; de exemplu, creșterea prețului cafelei în 1998 a încurajat oamenii din Sumatra să înlocuiască pădurea cu plantații de cafea. În al patrulea rând, dezvoltarea în multe zone necesită infrastructură, cum ar fi drumurile, care acum împart zonele de conservare și au cauzat fragmentarea pădurilor.

### Braconaj și vânătoare
Spre deosebire de alte părți ale Asiei, primatele nu sunt vânate pentru carnea lor în Indonezia. Sunt vânați pentru comerțul ilegal cu animale de companie, vânătorii preferând siamangi sugari. Braconierii ucid adesea mai întâi mamele, deoarece femelele siamang sunt foarte protectoare față de puii lor, iar îndepărtarea copilului fără a ucide mai întâi mama necesită mai mult efort. Majoritatea siamangilor de pe piață sunt sugari și mor adesea în timpul transportării.

### Conservare
Siamangi pot fi găsiți în cel puțin 11 arii protejate:
Indonezia
- Parcul Național Bukit Barisan Selatan
- Parcul Național Gunung Leuser
- Parcul National Kerinci Seblat
- Rezervația Langkat Barat
- Parcul Național Way Kambas

Malaysia
- Rezervația Fraser's Hill
- Rezervația forestieră Gunong Besout
- Rezervația Krau
- Rezervația Ulu Gombak

Thailanda
- Sanctuarul Hala Bala [23]